# Medaliści mistrzostw Polski seniorów w skoku w dal z miejsca
Medaliści mistrzostw Polski seniorów w skoku w dal z miejsca – zdobywcy medali seniorskich mistrzostw Polski w konkurencji skoku w dal z miejsca.
Skok w dal z miejsca mężczyzn znalazł się w programie mistrzostw Polski seniorów dwukrotnie: podczas dwóch pierwszych edycji tych zawodów.
Rekord mistrzostw Polski seniorów w skoku w dal z miejsca wynosi 2,87 i został ustanowiony 16 lipca podczas mistrzostw Polski 1920 we Lwowie przez Stanisława Sośnickiego.

## Medaliści
| Mistrzostwa | 1. miejsce                          | Rezultat | 2. miejsce                          | Rezultat | 3. miejsce                    | Rezultat |
| Lwów 1920   | Stanisław Sośnicki Polonia Warszawa | 2,87     | Kazimierz Cybulski Pogoń Lwów       | 2,82     | Sławosz Szydłowski Pogoń Lwów |          |
| Lwów 1921   | Kazimierz Cybulski Pogoń Lwów       | 2,845    | Stanisław Sośnicki Polonia Warszawa | 2,77     |                               |          |

## Klasyfikacja medalowa
W historii mistrzostw Polski seniorów na podium tej imprezy stanęło w sumie 3 skoczków. Tytuły: mistrzowski oraz wicemistrzowski zdobyli Stanisław Sośnicki oraz Kazimierz Cybulski.
| Lp. | Zawodnik           | Złoto | Srebro | Brąz | Razem |
| 1.  | Stanisław Sośnicki | 1     | 1      | 0    | 2     |
| 1.  | Kazimierz Cybulski | 1     | 1      | 0    | 2     |
| 3.  | Sławosz Szydłowski | 0     | 0      | 1    | 1     |